# Ogiva nuclear

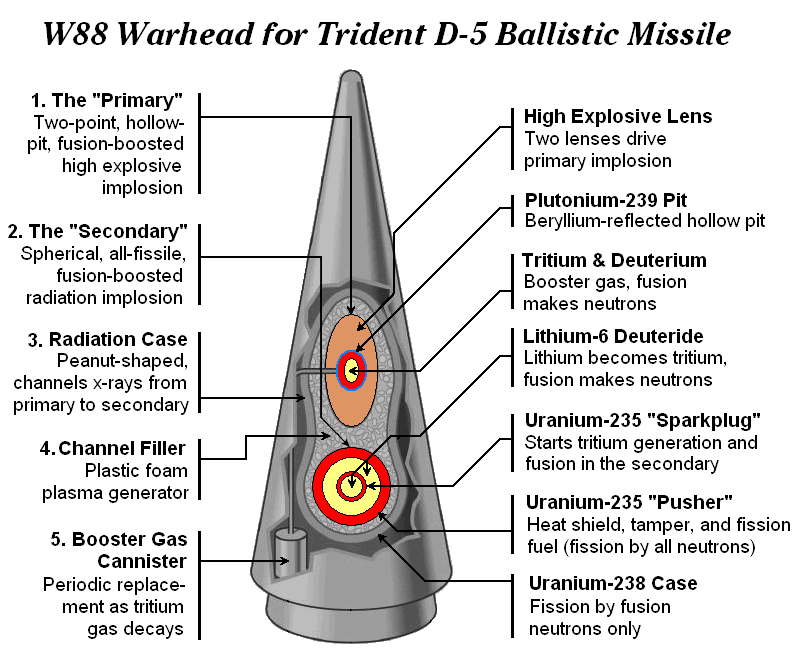
Esquema d'una ogiva nuclear W88.

Una ogiva nuclear (també anomenada cap nuclear) és una arma de destrucció massiva que forma part dels míssils nuclears. Conté com a element explosiu plutoni o urani si és de fissió, o hidrogen (per això el nom de "bomba H") si és de fusió.
La seva fabricació va escalar i es va témer la seva utilització massiva durant la guerra freda, a causa de la contínua amenaça entre els dos eixos liderats pels Estats Units i la Unió Soviètica. Està prohibida la seva venda internacional i, per tant, els països que les produeixen només poden fer-ho amb materials d'origen nacional.
Els països que posseeixen ogives nuclears són Estats Units, alguns dels Estats de l'extinta URSS, França, el Regne Unit, Índia, Pakistan, Xina, Corea del Nord i possiblement Israel.